# Humerana humeralis
Espèce
Synonymes
- Rana humeralis Boulenger, 1887

Statut de conservation UICN

 LC  : Préoccupation mineure
Humerana humeralis est une espèce d'amphibiens de la famille des Ranidae.

## Répartition
Cette espèce se rencontre, :
- dans l'est du Bangladesh dans le district de Khagrachari ;
- dans le nord de la Birmanie dans l'État de Kachin ;
- dans le nord-est de l'Inde dans les États d'Arunachal Pradesh et d'Assam ;
- dans le sud-est du Népal.

Sa présence est incertaine au Bhoutan.

## Publication originale
- Boulenger, 1887 : An account of the batrachians obtained in Burma by M.L. Fea of the Genoa Civic Museum. Annali del Museo Civico di Storia Naturale di Genova, sér. 2, vol. 5, p. 418-424 (texte intégral).